# Memecylon klaineanum
Memecylon klaineanum är en tvåhjärtbladig växtart som beskrevs av Jacq.-fel.. Memecylon klaineanum ingår i släktet Memecylon och familjen Melastomataceae. Inga underarter finns listade i Catalogue of Life.